# Birdwell
Birdwell è un paese della contea del South Yorkshire, in Inghilterra.